# 2018—2021年尼加拉瓜示威
2018年4月18日，因應尼加拉瓜總統丹尼尔·奥尔特加提出提高所得稅與薪資稅、並調降退休金5%的社會福利改革方案，該國許多城市湧現抗議人潮，五天之內造成約30人身亡，奥尔特加宣布取消改革計畫，但抗爭仍未平息，反而激化成要求奥尔特加辭去總統職務，是其任內最大規模的示威抗議，也是1990年尼加拉瓜革命結束以來，該國傷亡最慘重的國內衝突。9月29日，奥尔特加宣布這起示威抗議為非法。
雖奥尔特加於2016年以大幅領先的票數勝選，但歐洲議會仍呼籲該國提早舉行大選。上千人參與示威也是尼加拉瓜近年來較大的一次。

## 暴力冲突
在尼加拉瓜政府的鎮壓之下，已有數百名抗議者身亡。在4月第一個星期的抗議中便至少有42名抗議者身亡，尼加拉瓜政府向示威群眾開火，甚至還有報導指其武力支援桑迪诺青年团等親政府的武裝，以協助鎮壓抗議民眾。5月2日，邁阿密先驅報報導指出已至少有63人身亡，其中多數為抗議學生。至5月底，已有超過105人被殺。抗議發生後的100天後（7月27日），死亡人數已增加到448人.。而該國城鎮穆盧庫庫的市長因被指控與3名警察的死亡有關，於7月被警方逮補。
許多被拘留的抗議人士獲釋後表示他們曾遭到虐待，還有人表示在秘密牢房中聽到古巴與委內瑞拉的口音，懷疑有外國人士協助尼加拉瓜政府鎮壓抗議。聯合國人權理事會對尼加拉瓜政府可能有非法處決抗議民眾的行為表示譴責。美洲人權委員會收到許多人指控政府死者與被拘留者家屬提出抗議，並威脅該國的一些人權護衛者。

## 媒体报道
有報導指抗議期間，需多媒體的報導受到審查。有線電視台Canal 15的台長米奎尔·莫拉（Miguel Mora）表示其節目內容受到審查，直到同年4月25日才解除。4月20日，常批評奥尔特加政府的電台Radio Darío被親政府的武裝攻擊焚毀。4月21日，一名新聞記者安赫尔·加宏纳在Facebook直播抗議場景時，當場遭到射殺。
聯合國人權理事會譴責奥尔特加政府管制媒體的行為，美洲新聞協會也呼籲其立刻停止新聞審查，該協會會長Gustavo Mohme Seminario指此行為揭露了「這個極權政府在11年的統治中，只是為了破壞國家，為其家族牟利」之事實。